# Boechera rectissima
Boechera rectissima là một loài thực vật có hoa trong họ Cải. Loài này được (Greene) Al-Shehbaz mô tả khoa học đầu tiên năm 2003.